# 홍정도
홍정도(洪正道, 1977년 11월 11일~)는 대한민국의 기업가 겸 언론인이다. 중앙그룹의 최고경영자로서 중앙일보, JTBC, SLL, 메가박스, 휘닉스 호텔앤드리조트, JTBC골프, HLL 등 신문, 방송, 콘텐트 스튜디오, 극장, 리조트, 스포츠, 매거진 등 7개 사업군을 이끌고 있다. 중앙홀딩스 대표이사 부회장이자 중앙일보와 JTBC의 부회장 겸 CDXO(Chief Digital Transformation Officer∙최고디지털혁신책임자)다.

## 생애
1977년 11월 11일 중앙홀딩스 회장 홍석현의 장남으로 태어났다.
연세대학교에서 사학을 전공하다 유학하여 미국 웨슬리언대학교에서 경제학 학사를, 스탠퍼드대학교에서 경영학 석사 학위를 받았다.
2005년 중앙일보 전략기획실에 입사해 2014년 JMnet(JoongAng Media Network, 중앙홀딩스의 전신)∙중앙일보∙JTBC 대표이사 사장에 취임했으며 중앙일보 발행인(2018~2022년)을 지냈다. 2021년 10월, 중앙홀딩스∙중앙일보∙JTBC 대표이사 부회장에 올랐다. 현재는 중앙홀딩스의 대표이사 부회장이자 중앙일보∙JTBC의 CDXO다.

## 학력
- 연세대학교 사학
- 웨슬리언대학교 경제학 학사
- 스탠퍼드대학교 경영학 석사

## 경력
- 2022.04      중앙일보∙JTBC CDXO
- 2021.10      중앙홀딩스 대표이사 부회장
- 2021.10-22.03      중앙일보∙JTBC 대표이사 부회장
- 2018.11-22.02      중앙일보 발행인
- 2018.01     중앙홀딩스∙중앙일보∙JTBC 대표이사 사장
- 2015.12     JMnet∙중앙일보∙JTBC 대표이사 사장
- 2014.12     JMnet∙중앙일보∙JTBC 대표이사 부사장
- 2014.01     JTBC 대표이사 부사장 兼 JMnet 부사장
- 2013.01     JTBC COO 부사장
- 2012.01     JTBC COO 전무
- 2011.12     JTBC 개국
- 2011.04     중앙일보 지원총괄 전무 兼 JMnet COO (Chief Operating Officer)
- 2010.01     중앙일보 전략기획실장 상무 兼 JMnet 방송본부 기획조정담당
- 2009.01     중앙일보 전략기획실 이사대우 兼 JMnet 방송본부 기획조정담당
- 2005.05     중앙일보 전략기획팀
- 2004-2005   Accenture 비즈니스 컨설턴트

## JTBC 개국
2010년 JMnet 방송본부 기획조정담당을 맡아 그해 12월 31일 방송통신위원회 종합편성채널 사업자 선정에서 1위로 사업권을 따냈다. 1960~70년대 대한민국 최고 민영방송이었던 TBC가 1980년 언론통폐합으로 강제 종영된지 30년 만에 부활한 것이다.
JTBC는 2011년 12월 1일 개국했다. 2016년 ‘뉴스룸’의 국정농단 특종을 기점으로 5년 연속 ‘가장 신뢰하는 언론매체(시사저널)’에 선정됐으며 드라마 ‘SKY 캐슬’ ‘부부의 세계’ ‘재벌집 막내아들’ ‘닥터 차정숙’, 예능 ‘히든싱어’ ‘팬텀싱어’ ‘아는형님’ ‘최강야구’ 등 화제작을 탄생시켰다.

## 메가박스 인수∙합병
2011년, 멀티플렉스 프랜차이즈인 메가박스와 씨너스의 인수∙합병을 이끌었다. 2015년에는 한국멀티플렉스투자(KMIC)가 보유한 지분 50%를 전량 인수하며 기존 보유 지분 50%에 더해 총 100%의 지분을 갖게 되면서 경영권을 완전히 확보했다.
메가박스 인수∙합병은 중앙그룹이 엔터테인먼트 산업으로 본격 진출하는 계기를 마련했다. 이후 영화 상영을 넘어 ‘헌트' ‘범죄도시’ 등 제작 및 투자∙배급의 성공 사례를 만들어내며 사업 영역 확장에 성공한다.

## 비지상파 방송사 최초 올림픽∙월드컵 중계권 획득
2019년 JTBC가 한국 비지상파 방송사 최초로 올림픽 중계권을 획득했다. 홍정도는 같은 해 6월 스위스 로잔에서 토마스 바흐 IOC 위원장을 만나 조인식을 가졌다. JTBC는 이번 중계권 획득으로 2026~2032년 열리는 4번의 동·하계 올림픽을 독점 중계할 예정이다.
2024년에는 중앙그룹의 스포츠 비즈니스 자회사인 피닉스 스포츠가 월드컵 한국 독점 중계권을 확보해, 잔니 인판티노 FIFA 회장과 서울에서 조인식을 가졌다. 중계권을 확보한 대상 대회는 2026년 북중미 월드컵, 2030년 100주년 월드컵, 2027년 브라질 여자 월드컵, 2025년과 2027년 U-20 월드컵이다.

## IP 중심의 콘텐트 스튜디오 설립
2020년 기존 JTBC의 콘텐트 제작 기능을 독립시켜 JTBC Studio를 설립했다. 스테이션(방송)과 스튜디오(프로덕션)를 분리하는 형태는 다시만 해도 국내에서는 생소했던 구조로, OTT 플랫폼을 중심으로 미디어 유통 산업 지형이 바뀔 것을 예상하고 내린 선제적 조치였다.
JTBC Studio는 2021년 매출 5588억원, 영업이익 150억원을 달성하며 국내 1위 콘텐츠 제작사로 성장했다. 2022년 사명을 SLL로 바꾸고 글로벌 콘텐트 리더의 비전을 선포했다. JTBC ‘재벌집 막내아들’ 같은 캡티브 콘텐트는 물론, 넷플릭스 ‘흑백요리사: 요리 계급 전쟁’ ‘무도실무관’‘수리남’ ‘지옥’, 디즈니플러스 ‘카지노’ 등 모든 플랫폼이 원하는 논캡티브 콘텐트를 적시 공급할 수 있는 제작 시스템 경쟁력을 갖췄다는 평이다.

## 글로벌 네트워크
세계신문협회(WAN-IFRA) 아시아∙태평양위원회 위원, 아시아재단 우호협회 이사, 영국왕립골프클럽(The Royal & Ancient Golf Club of St Andrews) 정회원이다. 2010년 세계경제포럼(WEF) 차세대 리더에 선정됐으며 WEF 글로벌 어젠다 위원회에서 활동했다.

## 직계 가계
- 조부 홍진기(洪璡基, 1917년 3월 17일 ~  1986년 7월 13일) – 중앙일보 대표이사 회장, 법무부∙내무부 장관
- 조모 김윤남(金允楠, 1924년 6월 25일 ~  2013년 6월 5일)
  - 아버지 홍석현(洪錫炫, 1949년 10월 20일 ~  ) – 중앙홀딩스 회장
  - 어머니 신연균(申硯均) – (재)아름지기 이사장
    - 남동생 홍정인(洪禎寅, 1985년 3월 1일) – 콘텐트리중앙∙메가박스중앙∙플러스엠엔터테인먼트 대표이사